# La cosa più bella (serie televisiva)
La cosa più bella (Coisa Mais Linda) è una serie televisiva brasiliana del 2019, pubblicata su Netflix il 22 marzo dello stesso anno. La seconda stagione è stata distribuita il 19 giugno 2020.
La serie affronta l'ascesa della bossa nova e dell'empowerment femminile nel 1959, con il titolo ispirato alla canzone di João Gilberto e Tom Jobim Coisa Mais Linda.

## Trama
La storia segue le vicende di Maria Luiza, una giovane e ricca donna di San Paolo che si trasferisce a Rio de Janeiro per aprire un ristorante con suo marito. All'arrivo in città, scopre che l'uomo l'ha abbandonata ed è fuggito con tutti i soldi. A causa di ciò cerca di ricostruirsi una nuova vita nella città portando avanti il progetto del suo club di musica e affrontando tutte le difficoltà che una donna separata che desidera crescere come imprenditrice può affrontare. La trama illustra anche storie di altre donne che cercano di imporsi e inserirsi nell’ambiente lavorativo in una Rio estremamente maschilista e misogina.

## Episodi
| Stagione         | Episodi | Pubblicazione Brasile | Pubblicazione Italia |
| ---------------- | ------- | --------------------- | -------------------- |
| Prima stagione   | 7       | 2019                  | 2019                 |
| Seconda stagione | 6       | 2020                  | 2020                 |

## Produzione
Il trailer è stato pubblicato il 19 febbraio 2019.